# The Brass Check (film)
The Brass Check er en amerikansk stumfilm fra 1918 af Will S. Davis.

## Medvirkende
- Francis X. Bushman som Richard Trevor
- Beverly Bayne som Edith Everett
- Augustus Phillips som Wellington Dix
- Frank Currier som Silas Trevor
- Ollie Cooper som Norma Glanor